# Polisportiva Pro Cisterna 1985-1986
Questa pagina raccoglie le informazioni riguardanti la Polisportiva Pro Cisterna nelle competizioni ufficiali della stagione 1985-1986.

## Rosa
| N. |                   | Ruolo | Calciatore            |
| -- | ----------------- | ----- | --------------------- |
|    | Italia (bandiera) | C     | Aureli Giuseppe       |
|    | Italia (bandiera) | C     | Maurizio Bellucci     |
|    | Italia (bandiera) | A     | Riccardo Bordin       |
|    | Italia (bandiera) | C     | Paolo Caputo          |
|    | Italia (bandiera) | C     | Gilberto Cardinali    |
|    | Italia (bandiera) | C     | Massimiliano Ciaralli |
|    | Italia (bandiera) | P     | Fabio Conti           |
|    | Italia (bandiera) | D     | Mario De Angelis      |
|    | Italia (bandiera) | A     | Fabio De Sibbi        |
|    | Italia (bandiera) | C     | Angelo Fadigati       |
|    | Italia (bandiera) | D     | Carmine Fiore         |
|    | Italia (bandiera) | A     | Alessandro Fornari    |
|    | Italia (bandiera) | D     | Fabrizio Fortuna      |
|    | Italia (bandiera) | D     | Maurizio Ghio         |

| N. |                   | Ruolo | Calciatore          |
| -- | ----------------- | ----- | ------------------- |
|    | Italia (bandiera) | D     | Massimo Lattuca     |
|    | Italia (bandiera) | C     | Marco Lo Pinto      |
|    | Italia (bandiera) | D     | Fabio Marcucci      |
|    | Italia (bandiera) | C     | Danilo Micheletti   |
|    | Italia (bandiera) | C     | Giorgio Olivari     |
|    | Italia (bandiera) | A     | Mauro Pernarella    |
|    | Italia (bandiera) | C     | Roberto Piacenza    |
|    | Italia (bandiera) | D     | Roberto Pietrosanti |
|    | Italia (bandiera) | C     | Maurizio Poli       |
|    | Italia (bandiera) | D     | Pierluigi Prete     |
|    | Italia (bandiera) | C     | Massimo Scagliola   |
|    | Italia (bandiera) | P     | Maurizio Valeri     |
|    | Italia (bandiera) | D     | Marino Vasselli     |
|    | Italia (bandiera) | C     | Virgili             |